# (37147) 2000 VF48
2000 VF48 (asteroide 37147) é um asteroide da cintura principal. Possui uma excentricidade de 0.16665000 e uma inclinação de 10.11978º.
Este asteroide foi descoberto no dia 2 de novembro de 2000 por LINEAR em Socorro.